# مدار ۷۷ درجه شمالی
مدار ۷۷ درجه شمالی، دایره‌ای از عرض جغرافیایی است که در ۷۷ درجهٔ شمالی خط استوا  قرار دارد.

## گذر از مناطق
از نصف‌النهار مبدأ شروع می‌شود و به سمت مشرق ۷۷ درجه شمالی از موارد زیر گذر می‌کند:
| مختصات‌ها                                             | کشور، قلمرو یا دریا | توضیحات |
| ---------------------------------------------------- | ------------------- | --- |
| ۷۷°۰′ شمالی ۰°۰′ شرقی / ۷۷٫۰۰۰°شمالی ۰٫۰۰۰°شرقی      | اقیانوس اطلس        | دریای گرینلند |
| ۷۷°۰′ شمالی ۱۶°۳۰′ شرقی / ۷۷٫۰۰۰°شمالی ۱۶٫۵۰۰°شرقی   | نروژ                | سوالبارد - جزیرهٔ اسپیتس‌برگن |
| ۷۷°۰′ شمالی ۱۷°۱۵′ شرقی / ۷۷٫۰۰۰°شمالی ۱۷٫۲۵۰°شرقی   | دریای بارنتز        | |
| ۷۷°۰′ شمالی ۶۷°۴۰′ شرقی / ۷۷٫۰۰۰°شمالی ۶۷٫۶۶۷°شرقی   | روسیه               | نوایا زملیا - Severny Island (northernmost point) |
| ۷۷°۰′ شمالی ۶۷°۵۷′ شرقی / ۷۷٫۰۰۰°شمالی ۶۷٫۹۵۰°شرقی   | دریای کارا          | |
| ۷۷°۰′ شمالی ۸۸°۵۰′ شرقی / ۷۷٫۰۰۰°شمالی ۸۸٫۸۳۳°شرقی   | روسیه               | Slozhnyy Island |
| ۷۷°۰′ شمالی ۸۸°۵۳′ شرقی / ۷۷٫۰۰۰°شمالی ۸۸٫۸۸۳°شرقی   | دریای کارا          | |
| ۷۷°۰′ شمالی ۹۵°۲۱′ شرقی / ۷۷٫۰۰۰°شمالی ۹۵٫۳۵۰°شرقی   | روسیه               | Russkiy Island |
| ۷۷°۰′ شمالی ۹۶°۱۵′ شرقی / ۷۷٫۰۰۰°شمالی ۹۶٫۲۵۰°شرقی   | دریای کارا          | |
| ۷۷°۰′ شمالی ۱۰۱°۲۰′ شرقی / ۷۷٫۰۰۰°شمالی ۱۰۱٫۳۳۳°شرقی | روسیه               | شبه‌جزیره تایمیر |
| ۷۷°۰′ شمالی ۱۰۷°۱۸′ شرقی / ۷۷٫۰۰۰°شمالی ۱۰۷٫۳۰۰°شرقی | دریای لاپتف         | |
| ۷۷°۰′ شمالی ۱۰۷°۵۷′ شرقی / ۷۷٫۰۰۰°شمالی ۱۰۷٫۹۵۰°شرقی | روسیه               | Faddey Islands |
| ۷۷°۰′ شمالی ۱۰۸°۴′ شرقی / ۷۷٫۰۰۰°شمالی ۱۰۸٫۰۶۷°شرقی  | دریای لاپتف         | |
| ۷۷°۰′ شمالی ۱۳۲°۲′ شرقی / ۷۷٫۰۰۰°شمالی ۱۳۲٫۰۳۳°شرقی  | اقیانوس منجمد شمالی | |
| ۷۷°۰′ شمالی ۱۵۴°۱۶′ شرقی / ۷۷٫۰۰۰°شمالی ۱۵۴٫۲۶۷°شرقی | دریای سیبری شرقی    | گذرکردن از جنوب Henrietta Island, روسیه |
| ۷۷°۰′ شمالی ۱۵۷°۱۰′ شرقی / ۷۷٫۰۰۰°شمالی ۱۵۷٫۱۶۷°شرقی | اقیانوس منجمد شمالی | |
| ۷۷°۰′ شمالی ۱۲۰°۴′ غربی / ۷۷٫۰۰۰°شمالی ۱۲۰٫۰۶۷°غربی  | کانادا              | نورت‌وست تریتوریز - جزیره پرینس پتریک |
| ۷۷°۰′ شمالی ۱۱۶°۰′ غربی / ۷۷٫۰۰۰°شمالی ۱۱۶٫۰۰۰°غربی  | Moore Bay           | |
| ۷۷°۰′ شمالی ۱۱۵°۴۰′ غربی / ۷۷٫۰۰۰°شمالی ۱۱۵٫۶۶۷°غربی | Unnamed waterbody   | گذرکردن از شمال Emerald Isle, نورت‌وست تریتوریز, کانادا · گذرکردن از جنوب Fitzwilliam Owen Island, نورت‌وست تریتوریز, کانادا · گذرکردن از جنوب Eight Bears Island, نورت‌وست تریتوریز, کانادا |
| ۷۷°۰′ شمالی ۱۱۱°۳۳′ غربی / ۷۷٫۰۰۰°شمالی ۱۱۱٫۵۵۰°غربی | Hazen Strait        | گذرکردن از شمال Vesey Hamilton Island, نوناووت, کانادا |
| ۷۷°۰′ شمالی ۱۰۹°۰′ غربی / ۷۷٫۰۰۰°شمالی ۱۰۹٫۰۰۰°غربی  | Byam Martin Channel | |
| ۷۷°۰′ شمالی ۱۰۴°۵۲′ غربی / ۷۷٫۰۰۰°شمالی ۱۰۴٫۸۶۷°غربی | Desbarats Strait    | گذرکردن از جنوب Findlay Group, نوناووت, کانادا |
| ۷۷°۰′ شمالی ۱۰۳°۳۸′ غربی / ۷۷٫۰۰۰°شمالی ۱۰۳٫۶۳۳°غربی | Unnamed waterbody   | |
| ۷۷°۰′ شمالی ۹۷°۲۵′ غربی / ۷۷٫۰۰۰°شمالی ۹۷٫۴۱۷°غربی   | کانادا              | نوناووت - Crescent Island |
| ۷۷°۰′ شمالی ۹۷°۸′ غربی / ۷۷٫۰۰۰°شمالی ۹۷٫۱۳۳°غربی    | Napier Bay          | |
| ۷۷°۰′ شمالی ۹۶°۱۷′ غربی / ۷۷٫۰۰۰°شمالی ۹۶٫۲۸۳°غربی   | کانادا              | نوناووت - جزیره دوون |
| ۷۷°۰′ شمالی ۹۵°۱۳′ غربی / ۷۷٫۰۰۰°شمالی ۹۵٫۲۱۷°غربی   | Norwegian Bay       | |
| ۷۷°۰′ شمالی ۸۸°۴۳′ غربی / ۷۷٫۰۰۰°شمالی ۸۸٫۷۱۷°غربی   | کانادا              | نوناووت - جزیره الزمیر |
| ۷۷°۰′ شمالی ۷۹°۱۵′ غربی / ۷۷٫۰۰۰°شمالی ۷۹٫۲۵۰°غربی   | خلیج بافین          | Smith Bay |
| ۷۷°۰′ شمالی ۷۸°۲۲′ غربی / ۷۷٫۰۰۰°شمالی ۷۸٫۳۶۷°غربی   | کانادا              | نوناووت - جزیره الزمیر |
| ۷۷°۰′ شمالی ۷۸°۴′ غربی / ۷۷٫۰۰۰°شمالی ۷۸٫۰۶۷°غربی    | خلیج بافین          | |
| ۷۷°۰′ شمالی ۷۱°۱۹′ غربی / ۷۷٫۰۰۰°شمالی ۷۱٫۳۱۷°غربی   | گرینلند             | |
| ۷۷°۰′ شمالی ۱۸°۱۴′ غربی / ۷۷٫۰۰۰°شمالی ۱۸٫۲۳۳°غربی   | اقیانوس اطلس        | دریای گرینلند |